# بیورن فری
بیورن فری (سوئدی: Björn Ferry؛ زادهٔ ۱ اوت ۱۹۷۸) ورزشکار دوگانه اهل سوئد است.
از افتخارات وی می‌توان به کسب مدال طلا در بازی‌های المپیک زمستانی ۲۰۱۰ اشاره کرد.